# 釜山科学技術大学校
釜山科学技術大学校（プサンかがくぎじゅつだいがっこう、朝鮮語: 부산과학기술대학교、英語: Busan Institute of Science and Technology）は、大韓民国の私立大学。釜山広域市北区に本部を置く。

## 歴史
1977年、鄭泰星が釜山直轄市（現・釜山広域市）南区牛岩洞山55-1番地に設立した盛智工業専門学校が始まり。
1983年、キャンパスを牛岩洞山55-1番地から牛岩洞38-1番地に移転し、さらに1985年、北区亀浦洞山48-6番地に移転する。また、1984年に運営団体が学校法人瑞麟学園に、1986年に学校法人中央学園となる。
名称も1979年に盛智工業専門大学、1985年に釜山専門大学、1998年に釜山情報大学に改称されており、現在の校名となったのは2012年である。

## 組織

### 学部
- 先端工学部
  - CAD/CAM専攻
  - コンピュータ応用設計専攻
  - 自動車ハイテク専攻
  - 自動車チューニング専攻
  - SUV/BOSCH専攻
  - 電気自動化科
  - 電子科
  - 精密化学科
  - 情報通信科
  - ソフトウェアエンジニア専攻
  - マルチメディア専攻
  - 消防安全管理科
- 空間デザイン学部
  - 建築科
  - 土木科
  - 産業デザイン科
  - インテリアデザイン科
  - ファッション演出デザイン科
  - ジュエリーデザイン科
- 観光学部
  - ホテル観光科
  - ホテル調理専攻
  - 製菓製パンデコレーション
  - 観光日語通訳科
  - 韓中文化通訳科
- 保健ウェルビーイング学部
  - 眼鏡光学科
  - 歯衛生科
  - 医務行政科
  - ヘアー専攻
  - 皮膚専攻
  - レジャースポーツ科
- 人文社会学部
  - 幼児教育科
  - 流通/物流専攻
  - 企業経営専攻
  - 警察行政専攻
  - 警護保安専攻
  - 社会福祉科